# Кенмор
Ке́нмор (англ. Canmore) — місто на південному заході канадської провінції Альберта.

## Фізико-географічні відомості

### Розташування
Місто розташовується на південному заході Канади, у південній частині Канадських скелястих гір, на відстані 100 км на захід від Калгарі та 20 км на схід від Банфа, у долині річки Боу, що протікає через місто.

### Рельєф

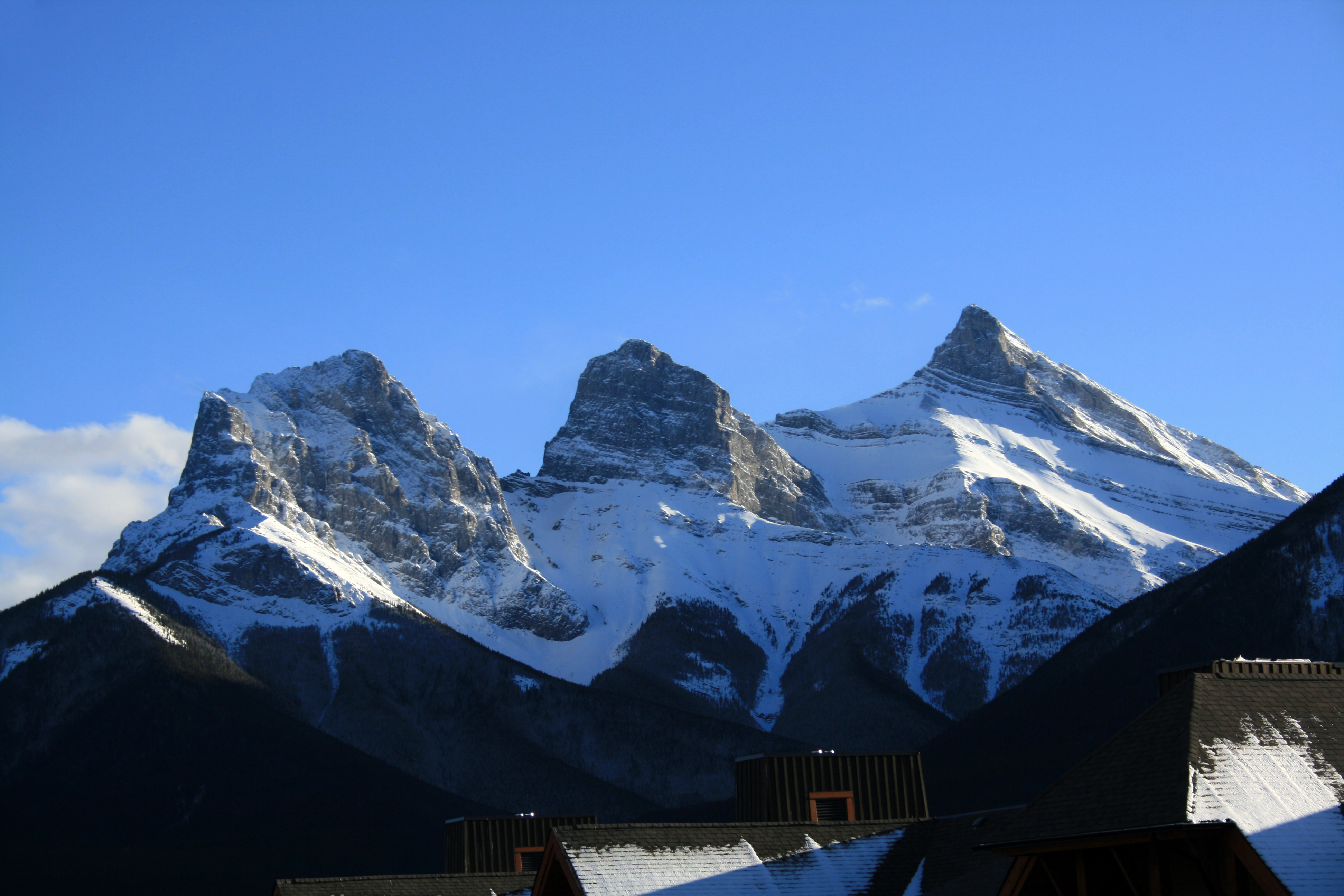
Гора Три Сестри

Місто оточене горами, найвідоміша з яких — Три Сестри. Ця гора має три вершини висотою понад два з половиною кілометри (2936 м, 2769 м, 2694 м). Також поблизу Кенмора розташовуються такі вершини: Гротто (2706 м), Лед-Макдоналд (2706 м), Лоренс-Грассі (2685 м), Ха-Лінг (2407 м).

### Клімат
Клімат Кенмора сухий і відносно м'який порівняно з іншими регіонами Канади. Найхолодніший місяць — січень з середньою температурою −4,6 °С. Зима триває з листопада по березень й характеризується великою часткою сонячних днів. Літо коротке, середня температура — 18° — 22°С.

## Спорт
Кенмор є значним спортивним центром. Гірські ландшафти сприяють розвитку спортивного скелелазіння та альпінізму. Тут також є умови для розвитку льодолазіння. Клімат сприяє розвитку зимових видів спорту.
В спортивному центрі Canmore Nordic Centre Provincial Park проводяться спортивні події міжнародного рівня. В 1988 році, під час Зимових Олімпійських ігор в Калгарі, у Кенморі проводились змагання з лижних гонок та біатлону. В 1994 та 2016 роках тут проходили етапи кубка світу з біатлону. В 1992 та 2009 роках Кенмор ставав місцем проведення юніорських чемпіонатів світу з біатлону.

## Уродженці
- Персі Джексон (1906—1972) — канадський хокеїст.

## Галерея

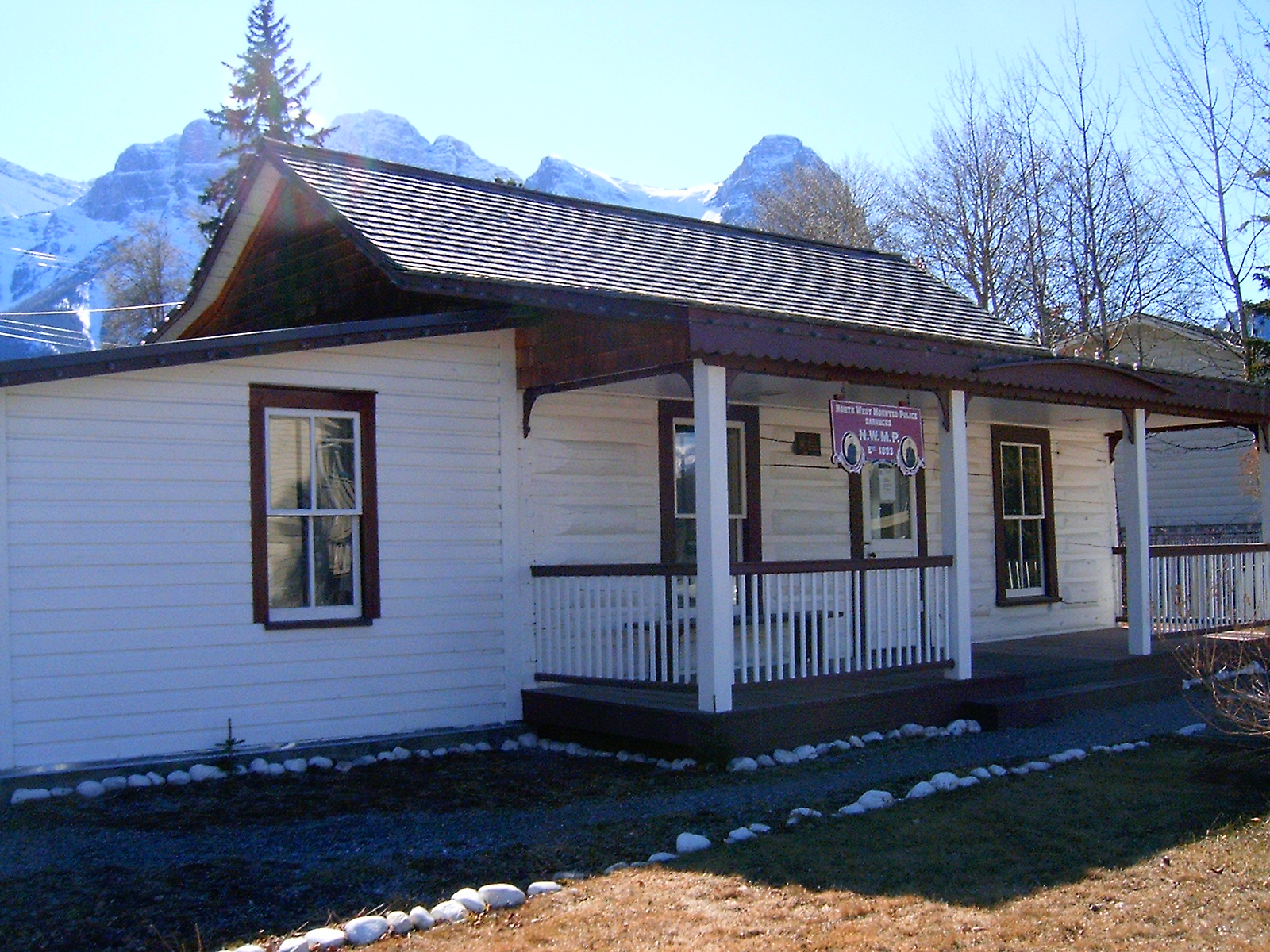
Казарма Північно-західної кінної поліції - пам’ятка культурної спадщини
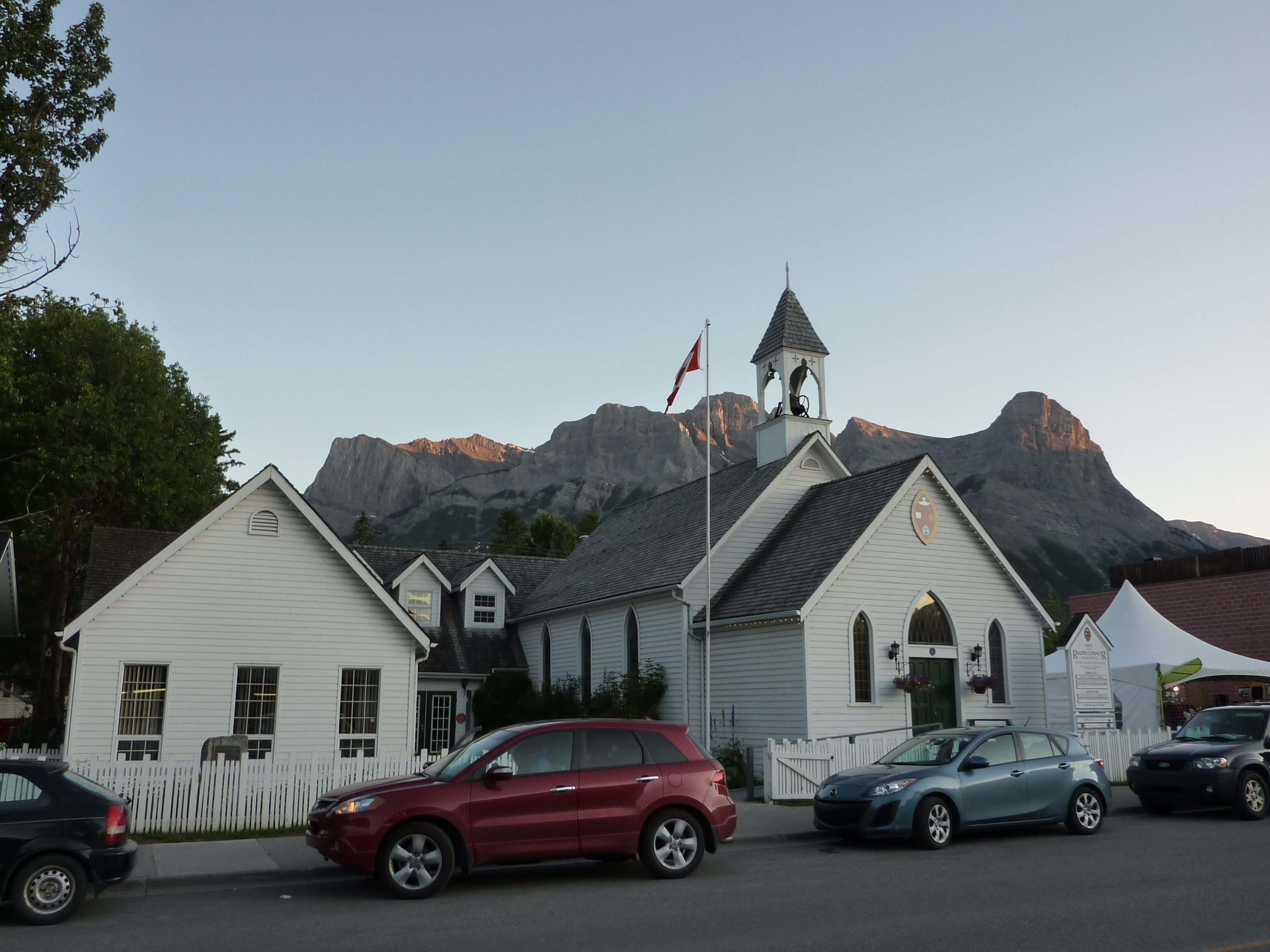
Меморіальна об'єднана церква Ральфа Коннора - пам’ятка культурної спадщини
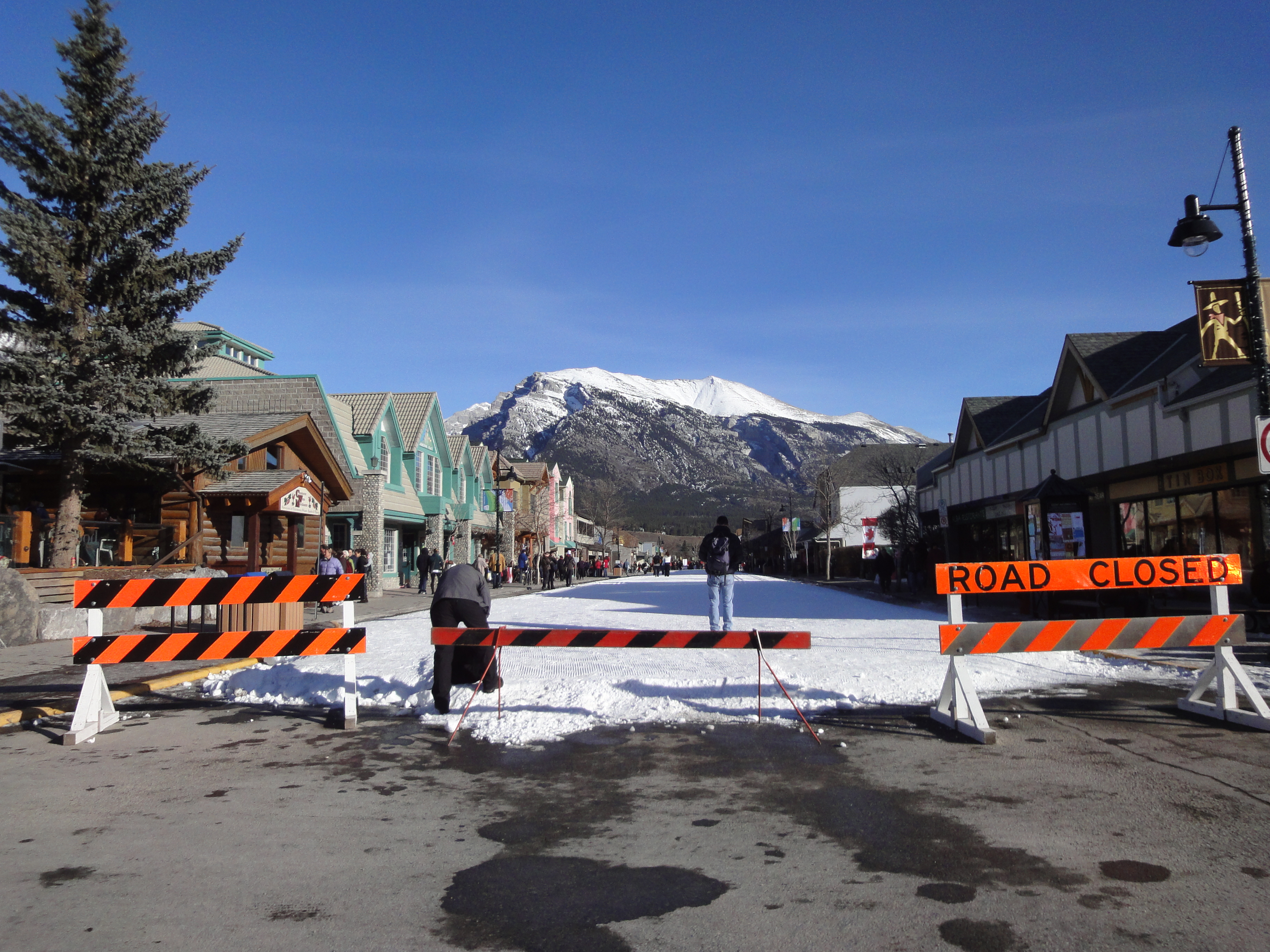
Головна вулиця міста